# В Риме была ночь
«В Риме была ночь» (итал. Era notte a Roma) — кинофильм режиссёра Роберто Росселлини, вышедший на экраны в 1960 году. Лента получила специальный приз жюри кинофестиваля в Карловых Варах и приз лучшей актрисе на кинофестивале в Сан-Франциско.

## Сюжет
Действие происходит в Италии во время Второй мировой войны, большей частью в оккупированном фашистами Риме. Девушка, выдающая себя за монахиню, скрывает троих беглых военнопленных — американского, британского и русского.

## В ролях
- Лео Генн — британский майор Майкл Пембертон
- Джованна Ралли — Эсперия Белли
- Сергей Бондарчук — советский сержант Фёдор Назуков
- Питер Болдуин — американский лейтенант Питер Брэдли
- Ханнес Мессемер — немецкий полковник барон фон Клейст
- Серджо Фантони — дон Валерио
- Энрико Мария Салерно — доктор Костанци
- Паоло Стоппа — князь Алессандро Антоньяни
- Ренато Сальватори — Ренато Бальдуччи
- Лаура Бетти — Тереза
- Розальба Нери — Эрика Альмаджа

## Интересные факты
- Русского солдата играет советский режиссёр и актёр Сергей Бондарчук. В фильме он говорит по-русски, практически не понимая других языков.